# Сент-Этьен-де-Монлюк
Сент-Этьен-де-Монлюк (фр. Saint-Étienne-de-Montluc) — коммуна на западе Франции, находится в регионе Пеи-де-ла-Луар, департамент Атлантическая Луара, округ Нант, кантон Блен. Расположена в 14 км к западу от Нанта в эстуарии Луары. По границе коммуны проходит национальная автомагистраль N165. В центре коммуны расположена железнодорожная станция Сент-Этьен-де-Монлюк линий Нант—Савене и Тур—Сен-Назер.
Население (2017) — 7 352 человека.

## Достопримечательности
- Церковь Святого Этьена 1847 года в неоклассическом стиле, построенная на месте средневековой церкви
- Шато Билье XVIII века

## Экономика
Структура занятости населения:
- сельское хозяйство — 1,3 %
- промышленность — 6,5 %
- строительство — 6,4 %
- торговля, транспорт и сфера услуг — 69,7 %
- государственные и муниципальные службы — 16,1 %

Уровень безработицы (2016 год) — 7,8 % (Франция в целом — 14,1 %, департамент Атлантическая Луара — 11,9 %). 

Среднегодовой доход на 1 человека, евро (2016 год) — 24 033 (Франция в целом — 20 809, департамент Атлантическая Луара — 21 548).

## Демография
Динамика численности населения, чел.

## Администрация
Пост мэра Сент-Этьен-де-Монлюк с 2014 года занимает Реми Николо (Rémy Nicoleau). На муниципальных выборах 2014 года возглавляемый им центристский блок одержал победу в 1-м туре, получив 62,86 % голосов.
| Период | Период | Фамилия     | Партия                          | Примечания                                     |
| ------ | ------ | ----------- | ------------------------------- | ---------------------------------------------- |
| 1964   | 1971   | Луи Лизе    |                                 |                                                |
| 1971   | 1995   | Жан Редор   | Разные правые                   | мельник, член Генерального совета департамента |
| 1995   | 2014   | Марсель Юу  | Разные правые                   | руководитель предприятия                       |
| 2014   |        | Реми Николо | Разные правые, Разные центристы | бывший Работник компании TGV                   |

## Города-побратимы
- Мюльхаузен, Германия

## Галерея

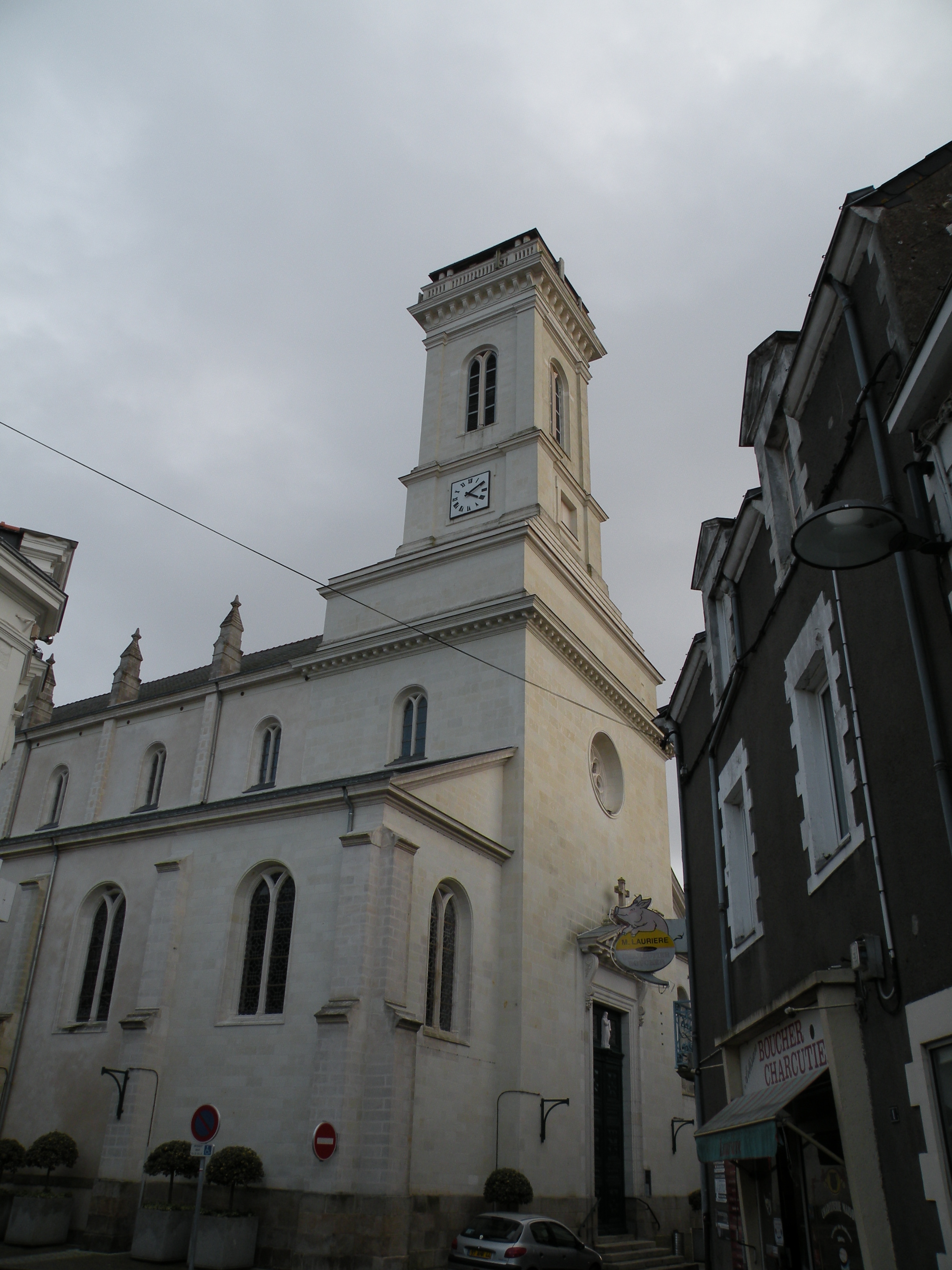
Церковь Святого Этьена
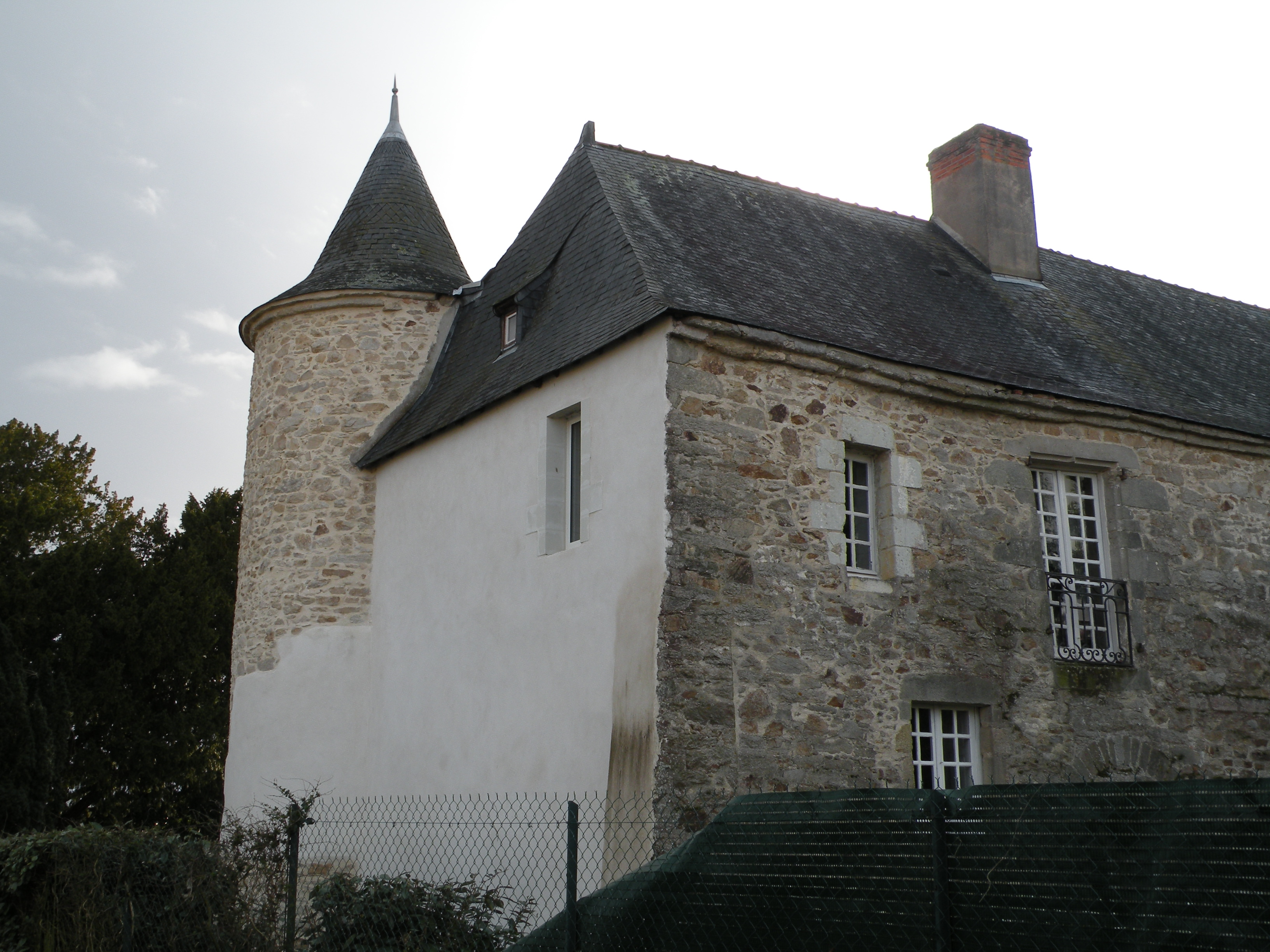
Особняк XV века